# Mikroregion São Miguel do Araguaia
Die Mikroregion São Miguel do Araguaia ist eine von insgesamt 18 Mikroregionen des Bundesstaates Goiás im Mittelwesten  von Brasilien. Sie gehört zur Mesoregion Nordwest-Goiás.

## Geographische Lage
Die Mikroregion São Miguel do Araguaia grenzt beginnend von Norden im Uhrzeigersinn an:
- Im Norden an den Bundesstaat Tocantins
- Im Osten an die Mesoregion Nord-Goiás und Mesoregion Zentral-Goiás
- Im Süden an die Mikroregion Rio Vermelho
- Im Westen an den Bundesstaat Mato Grosso

## Gemeinden
Zur Mikroregion Río Vermelho gehören die folgenden sieben Gemeinden mit neun Ortschaften (port.: distritos).
| Gemeinde               | Lage | Einwohner geschätzt 2009 | Ortschaften               | Anmerkung |
| ---------------------- | ---- | ------------------------ | ------------------------- | --------- |
| Crixás                 |      | 15.005                   | Auriverde, Crixás         |           |
| Mozarlândia            |      | 14.073                   | Mozarlândia               |           |
| Mundo Novo             |      | 6.787                    | Mundo Novo                |           |
| Nova Crixás            |      | 13.432                   | Bandeirantes, Nova Crixás |           |
| Novo Planalto          |      | 4.266                    | Novo Planalto             |           |
| São Miguel do Araguaia |      | 23.142                   | São Miguel do Araguaia    |           |
| Uirapuru               |      | 3.117                    | Uirapuru                  |           |